# اندرسپول
اندرسپول (به لهستانی:  Andrespol) یک روستا در لهستان است که در گمینا اندرسپول واقع شده‌است. اندرسپول ۳٬۳۶۷ نفر جمعیت دارد.